# نهر بانياس الجولان

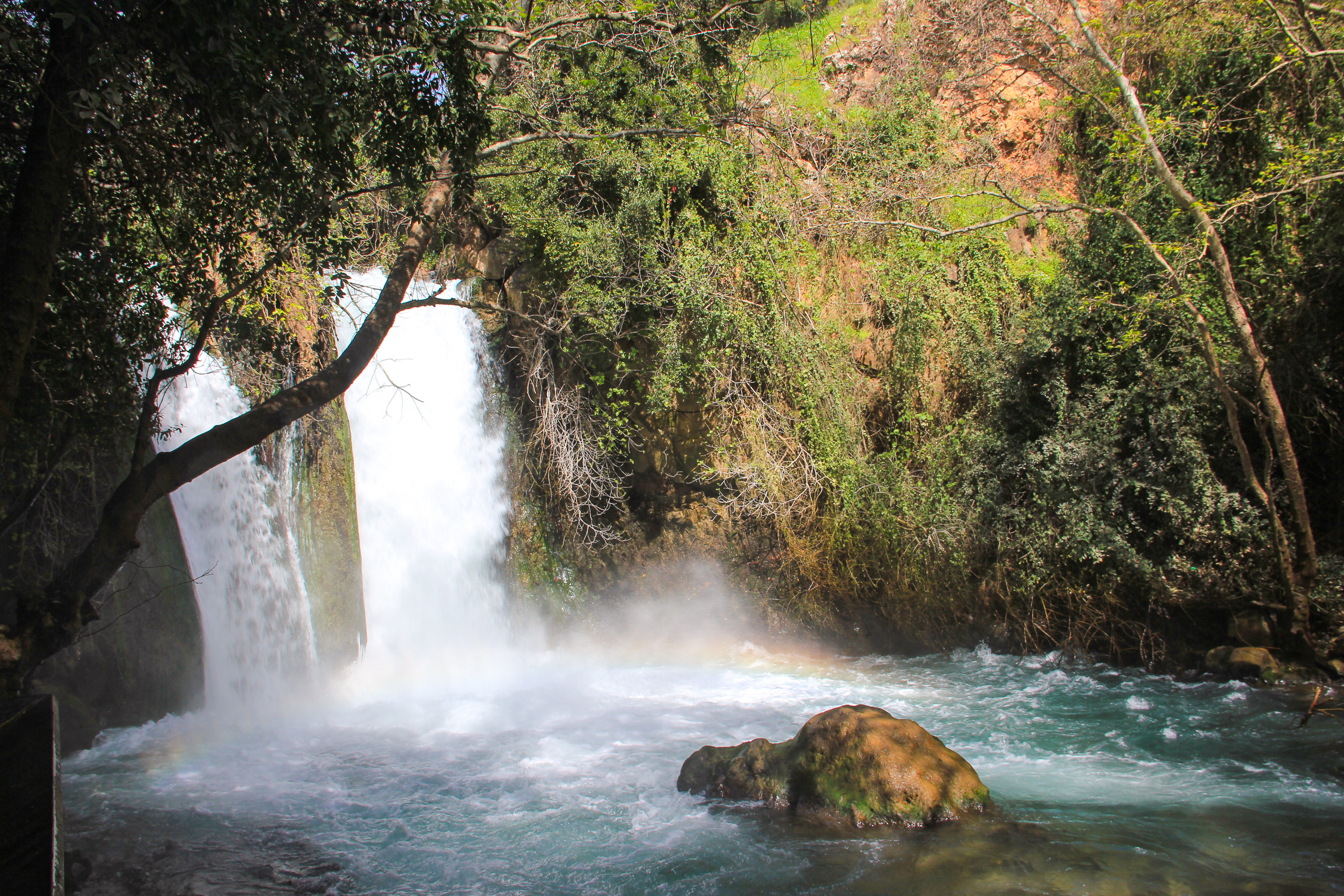
نهر بانياس

نهر بانياس أحد روافد نهر الأردن يقطع شمال فلسطين المحتلة قادماً من سوريا. وله عدة روافد مثل وادي العسل ووادي الخشابي ووادي زاري.
وقد سمي كذلك نسبة إلى موقع بانياس عند بداية التقاء الحدود اللبنانية بالحدود السورية. وهو ينبع من كهف بانياس عند حافة جبل الشيخ في الأراضي السورية. ويجري في الأراضي السورية مسافة تقارب (2)كم قبل دخوله فلسطين.

## المواصفات
- الطول نحو 9كم،
- اتساع القناة نحو (20)م.
- معدل التصريف السنوي نحو (1,7)متراً مكعباً في الثانية الواحدة.